# George Villiers (1628-1687)
George Villiers (30 de enero de 1628-16 de abril de 1687), fue un estadista, aristócrata, escritor, cortesano inglés del siglo XVII y segundo Duque de Buckingham. 

## Infancia y juventud
Fue hijo de George Villiers, favorito de Jacobo I y VI, y su esposa Katherine Manners. El joven duque y su hermano Francisco se educaron con los propios hijos del rey, los futuros Carlos I y Jacobo II. Se educó en el Trinity College de Cambridge, donde obtuvo el grado de Master of Arts en 1642. Durante un tiempo Thomas Hobbes le enseñó geometría. Durante este tiempo también conoció a George Aglionby, cuya influencia acreditó más tarde al persuadirlo de seguir al rey inglés en la Guerra Civil.

### Participación en la guerra civil inglesa
En la guerra civil inglesa combatió en el bando realista, a las órdenes del príncipe Ruperto del Rin. Como en el Asedio de Lichfield en abril de 1643.
Bajo el cuidado del conde de Northumberland Algernon Percy, George y su hermano viajaron al extranjero y vivieron en Florencia y Roma. Cuando estalló la segunda guerra civil inglesa, se unieron a los monárquicos bajo el mando de Henry Rich, primer conde de Holanda en Surrey, en julio de 1648. 
Acompañó a Carlos II de Inglaterra en el exilio, y fue miembro del llamado Ministerio de la Cabale. Le siguió hasta Escocia donde combatió valientemente, lo que le hizo ganarse el favor del príncipe tras la Restauración. Escribió algunos poemas y obras de teatro, lo que le convierte en parte integrante de lo que se conoció como literatura de la Restauración inglesa.
En 1666 entró en una conspiración contra el ministro Edward Hyde de Clarendon, pero obtuvo su indulto. Apodado el "Alcibíades del siglo XVII", dejó el recuerdo de un hombre excéntrico, turbulento e irreverente, pero que atraía las simpatías de manera irresistible.
Retirado de la vida pública tras la subida al trono de Jacobo II de Inglaterra se retiró a su casa en Yorkshire. Ahí escribió un panfleto titulado A short Discourse on the Reasonableness of Man’s having a Religion en el que predicaba la tolerancia religiosa. 
Escribió de forma ocasional algunos poemas y sátiras, en las que demostró poseer un talento innegable. En 1704 se publicó el primer recopilatorio de sus poemas. Es también el autor de la obra The Rehearsal (1671), una pieza de teatro satiríca en torno al drama heroico, en especial The Conquest of Granada de John Dryden.
También le debemos a Buckingham algunos poemas y obras de teatro, lo que lo convierte en un actor por derecho propio en la literatura de la Restauración inglesa.